# Olympische Sommerspiele 1988/Teilnehmer (Andorra)
| Gelbes Symbol für Goldmedaillen mit stilisierten Olympischen Ringen | Graues Symbol für Silbermedaillen mit stilisierten Olympischen Ringen | Braundes Symbol für Bronzemedaillen mit stilisierten Olympischen Ringen |
| ------------------------------------------------------------------- | --------------------------------------------------------------------- | ----------------------------------------------------------------------- |
| —                                                                   | —                                                                     | —                                                                       |

Andorra nahm an den Olympischen Sommerspielen 1988 in Seoul, Südkorea, mit einer Delegation von drei Sportlern (allesamt Männer) in zwei Sportarten teil.

## Teilnehmer nach Sportarten

### Leichtathletik
- Josep Graells
800 Meter: Vorläufe
1500 Meter: Vorläufe

### Radsport
- Emili Pérez
Straßenrennen: 9. Platz

- Xavier Pérez
Straßenrennen: 59. Platz